# Coverdale/Page
Het muziekalbum Coverdale/Page is een rockalbum uit 1993. Het ontstond uit de kortstondige samenwerking tussen Whitesnake-frontman David Coverdale en vroegere Led Zeppelin-gitarist Jimmy Page. Het verscheen op 27 maart bij Geffen Records. Het album betekende een eerste groot commercieel succes voor Jimmy Page sinds het verdwijnen van Led Zeppelin.
Voor de opnames van deze enige cd huurden ze Ricky Phillips en Jorge Carsas op bas en Denny Carmassi op drums. Na een repetitiebeurt met Phillips en Deen Castronova deden ze met Guy Pratt op bas, Carmassi op drums en Brett Tuggle op keyboards hun enige liveoptredens in Japan. Ondanks de zeer lovende kritieken voor de cd konden de managementteams van beide leiders het niet eens worden. Coverdale richtte later een nieuwe versie van Whitesnake op, terwijl Page zich een tijdje met Robert Plant verzoende voor een Page & Plant-reünie. Enkele andere nummers die Coverdale en Page hadden opgenomen, werden nooit uitgebracht.
Het album kwam op nummer 5 bij zijn debuut op de Billboard's Pop Albums hitlijst.

## Tracks
1. "Shake My Tree" (Coverdale/Page) – 4:50
2. "Waiting on You" (Coverdale/Page) – 5:15
3. "Take Me for a Little While" (Coverdale/Page) – 6:17
4. "Pride and Joy" (Coverdale/Page) – 3:32
5. "Over Now" (Coverdale/Page) – 5:22
6. "Feeling Hot" (Coverdale/Page) – 4:10
7. "Easy Does It" (Coverdale/Page) – 5:51
8. "Take a Look at Yourself" (Coverdale/Page) – 5:02
9. "Don't Leave Me This Way" (Coverdale/Page) – 7:52
10. "Absolution Blues" (Coverdale/Page) – 6:00
11. "Whisper a Prayer for the Dying" (Coverdale/Page) – 6:54

Totale speelduur : 61:05 minuten

## Bandleden
- Jimmy Page - Akoestische en elektrische gitaar, dulcimer, harmonica, producer
- David Coverdale - Zang, akoestische gitaar, producer
- Jorge Casas - Basgitaar
- Denny Carmassi - Drums
- Ricky Philips - Basgitaar
- Lester Mendel - Keyboards, percussie
- John Harris - Harmonica
- Tommy Funderbuck - Backing vocals
- John Sambataro - Backing vocals
- Michael Fraser - Producer, engineer, mixing
- Michael McIntyr - Engineer, productiecoördinatie
- Keith Rose - Assistant engineer
- Delwyn Brooks - Assistant engineer
- Chris Brown - Assistant engineer
- George Marino - Mastering
- Hugh Syme - Art direction, design

## Hitlijsten
Billboard Music Charts (Noord-Amerika) - singles
```
1993 Take Me For A Little While Pop Singles No. 29
1993 Take A Look At Yourself Pop Singles No. 43
1993 Shake My Tree Pop Singles No. 62
1993 Pride and Joy Pop Singles No. 85
```

## Opmerkingen
De nummers werden opgenomen in de Little Mountain Studios in Vancouver, Criteria in Miami Florida, Abbey Road in Londen en Highbrow Productions in Hook City NV.
Catalogusnummer: Geffen GEFD-224487